# 金光興二
金光 興二（かねみつ こうじ、1955年9月15日 - ）は、アマチュア野球選手（内野手）、指導者。元・法政大学野球部監督。法政大学理工学部機械工学科教授。広島県広島市西区観音出身。

## 経歴

### 生い立ち～高校時代
天満小学校～観音中学校を経て、広島商業高等学校に進学。1973年、主将・1番打者・遊撃手として佃正樹、達川光男、楠原基、川本幸生らと春の選抜出場。怪物・江川卓一色となったこの大会、準決勝で江川の作新学院高と対決。迫田穆成監督が指示した待球戦術他と終盤、金光らが企てたダブルスチールで、慌てた捕手・小倉偉民が三塁に悪送球して決勝点を奪い江川を倒した。しかし決勝は、エース永川英植らを擁して渡辺元監督が率いる横浜高に延長戦の末敗れ、準優勝に終わった。
同年木製バット最後となった夏の甲子園では決勝戦で植松精一らを擁した静岡高を、9回サヨナラ満塁スリーバントスクイズで降し全国制覇を達成した。この試合の観客58000人は当時の新記録だった。

### 大学時代
1974年、高校卒業後に佃・楠原らと進学した法政大学でも1年から二塁手のレギュラー。「花の（昭和）49年組」と騒がれ、江川、植松、楠原、袴田英利、徳永利美、島本啓次郎、中林千年（松江商出身）や鎗田英男（熊谷商出身）両投手ら同期、1年上の高代延博や船木千代美（秋田市立高出身）投手、下級生の前嶋純二（平安高出身）や居郷肇らと四連覇を含む5回の東京六大学野球リーグ優勝に貢献。ベストナインにも5度選出され、1976年、1977年と秋の明治神宮野球大会を連覇して大学日本一にもなり法政の黄金時代を築いた。
大学3年から務めた主将在任時には、副将・江川と共に縦関係の厳しすぎた野球部の体質改善にもあたった。リーグ通算95試合出場、345打数108安打、打率.313、4本塁打、41打点。

### 社会人時代
1977年のドラフト会議でも大型内野手、即戦力と騒がれたが、相思相愛といわれた広島東洋カープには指名されず、次の指名順であった近鉄バファローズにドラフト1位指名された。地元で野球を続けることを熱望した金光はアマ野球選手・指導者志望へ方向転換を決断。当時は柳川事件の影響でプロ野球選手が、引退後に少年野球（中学生以下）および軟式野球（年齢を問わず）以外のアマ野球指導者に転身することに制約があったこともあり、近鉄入りを拒否しプロ野球を断念し、三菱重工広島に入社した（後に語った話では甲子園球場が本拠地の阪神タイガースであれば入団の余地はあったという）。三菱重工広島では都市対抗野球大会に8度出場、1979年の都市対抗では新日鐵光から補強された大町定夫らと共に活躍して優勝を果たす。同年の第4回インターコンチネンタルカップ日本代表に選出され、日本の準優勝に貢献した。1989年現役引退。

### 引退後
その後は社業に就く傍ら1989年から、母校・広島商業野球部監督に就任。1992年・1994年の2度、春センバツ大会出場に導いた。1995年に退任した後は再び社業に専念した。
2003年、母校・法政大学の要請で同大学野球部監督就任。2005年秋季、2006年春季、2009年春季リーグで優勝。2009年の第58回全日本大学野球選手権大会では法政を14年ぶり8回目（全国最多）の日本一に導いた。
しかし監督就任から2011年秋季リーグまでの9年間で優勝3回、2位1回、3位3回、4位8回、5位3回と、大半の期間において法政はBクラスに甘んじており、優勝戦線に加わることすら珍しく暗黒時代と評されている。ちなみに金光の監督就任以前の9年間は優勝7回、2位7回、3位2回とほぼ毎回優勝戦線に絡んでおり、Bクラスになったのは4位が2回あるのみである。
2012年春季リーグにおいて早稲田大学が優勝したことにより、それまで長年法大が保持していたリーグ最多優勝（43回）が、ついに早大に並ばれることになった。金光監督が就任してからの9年半の間、法大はわずか3回しか優勝できなかったのに対し、早大は8回優勝している。そのような状況の中、2012年秋季リーグでは7季ぶりの優勝を果たし、リーグ最多優勝（44回）を更新した。早稲田に勝ち点を落し勝ち点4での優勝であるものの、最終週の明治戦で三嶋一輝が2試合連続完投勝利を挙げ、早慶戦を待たずして優勝が決まった。
2013年4月4日、監督辞任を申し出て大学に了承された。選手指導の際、「お前は社会で通用しない人間だ」等と罵倒したり、マネージャーを私用で使うなどして、部員130名のうち、109名が交代を求めたという。当初、法政大学野球部長らは、嘆願書の受け取り拒否や、選手への返答に対し「時間をくれ」等と答えていたが、選手らが「嘆願が認められない場合、練習や試合に参加しない」と表明し、かつ4日中に返事を求めたため、その夜辞任した。また以前より、人事などを巡ってOB会と意見も対立していたという。2013年春季リーグ以降は、それまでの4シーズン（2年間）助監督だった神長英一が監督に昇格し指揮を執ることとなった。
2013年1月には、OB会からの除名が決まっていたが、OB会の会長と同副会長の山本浩二らに対し、名誉毀損で告訴することを予告する文書をOB会に送っていた。
2017年1月、OB会(法友野球倶楽部)総会新年会の席で副会長に選任された。2019年に青木久典監督の選手への暴力行為が発覚し謹慎処分となったことを受けて春季リーグ戦から7月まで監督代行として再びチームを預かった。
2019年10月4日付けで、2019年3月の公益財団法人日本学生協会審査会で青木久典野球部監督の謹慎処分案件に関して、
法友野球倶楽部副会長として常任理事会からの勧告を受けて副会長職が解かれた。
2018年度〜2022年度 法政大学野球部副部長
2023年度〜 法政大学野球部部長